# Help (альбом Эрики Кэмпбелл)
Help — дебютный студийный альбом американской госпел-певицы Эрики Кэмпбелл. Он был выпущен 25 марта 2014 года лейблом eOne.
Это дебютный студийный альбом Эрики Кэмпбелл без участия её сестры Тины Кэмпбелл (партнёрши по их дуэту Mary Mary) и с продюсированием Уоррина Кэмпбелла. Выпуску альбома предшествовали синглы «A Little More Jesus», заглавная песня «Help» и «You Are». Альбом дебютировал на первом месте в чарте Billboard Gospel Albums и на шестом месте в Billboard 200 с продажами в 23 000 копий за первую неделю. Альбом также получил премию Грэмми в номинации «Лучший госпел-альбом» на 57-й церемонии вручения премий Грэмми.

## История
Этот альбом был выпущен 25 марта 2014 года. Это первый сольный студийный альбом певицы, не относящийся к дуэту Mary Mary. Он был спродюсирован её мужем Уоррином Кэмпбеллом и выпущен под лейблом eOne.
Дэвид Джеффрис написал в AllMusic, что «Отдохнув от своей обычной работы, Эрика Кэмпбелл дебютировала с сольным альбомом Help, не входящим в состав группы Mary Mary, но не стоит ожидать радикальных изменений. Её сестра и коллега по группе Mary Mary Тина присутствует в альбоме, хотя и только в качестве бэк-вокалистки, как и муж Эрики и частый участник Mary Mary Уоррин Кэмпбелл. Рэпер Lecrae, исполняющий христианский хип-хоп выступает в качестве гостя в заглавной песне альбома».

## Отзывы
| Оценки критиков     | Оценки критиков |
| Источник            | Оценка          |
| ------------------- | --------------- |
| AllMusic            | [ 6 ]           |
| CCM Magazine        | [ 7 ]           |
| Cross Rhythms       | [ 8 ]           |
| Los Angeles Times   | [ 9 ]           |
| New Release Tuesday | [ 10 ]          |

Альбом получил в целом положительные отзывы от музыкальных критиков.
В Los Angeles Times Микаэл Вуд оценил альбом на три звезды из четырёх, отметив, что в этом релизе «Кэмпбелл всегда открыт для новых эмоций». Дэвид Джеффрис из AllMusic оценил альбом на три с половиной звезды из пяти, написав, что релиз «является возвращением к более традиционным темам, таким как молитва, творение и борьба повседневной жизни, в то время как традиционный госпел играет более важную роль, чем обычный R&B, что позволяет Эрике продемонстрировать свои вокальные таланты». В CCM Magazine Эндрю Грир оценил альбом на пять звёзд, заявив, что релиз «обязательно войдёт в историю городской музыки». Дуэйн Лэйси из New Release Tuesday оценил альбом на четыре с половиной звезды из пяти, отметив, что релиз «был очень хорошим дебютным альбомом», в котором продюсирование было «просто виртуозным». В обзоре Cross Rhythms Стивен Лафф считает, что музыка в альбоме создаёт «лучший дебютный сольный альбом с потенциалом для более радиоформатных песен» в ближайшем будущем.

## Список композиций
По данным примечаний к альбому.
| №                   | Название                                                                                    | Автор(ы)                                                                         | Продюсеры                                                                | Длительность |
| ------------------- | ------------------------------------------------------------------------------------------- | -------------------------------------------------------------------------------- | ------------------------------------------------------------------------ | ------------ |
| 1.                  | «The Question»                                                                              | Warryn Campbell                                                                  | Warryn Campbell                                                          | 5:17         |
| 2.                  | «You Are»                                                                                   | Erica Campbell, W. Campbell                                                      | Warryn Campbell                                                          | 4:44         |
| 3.                  | «A Little More Jesus»                                                                       | E. Campbell, W. Campbell, Tina Campbell                                          | Warryn Campbell                                                          | 3:56         |
| 4.                  | «Help (при участии Lecrae)»                                                                 | E. Campbell, W. Campbell, Lecrae Moore, Aaron Sledge, Harold Lilly, Hasben Jones | Warryn Campbell                                                          | 4:57         |
| 5.                  | «I'm a Fan»                                                                                 | Gerald Haddon, Tammi Haddon                                                      | Warryn Campbell, Gerald Haddon, Tammi Haddon (Co.)                       | 3:53         |
| 6.                  | «The Atkins House»                                                                          | W. Campbell                                                                      | Warryn Campbell                                                          | 1:08         |
| 7.                  | «Eddie» (Contains a Drum Sample from "Fool Yourself" performed by Little Feat)              | E. Campbell, W. Campbell                                                         | Warryn Campbell                                                          | 3:33         |
| 8.                  | «Looking Like»                                                                              | E. Campbell, W. Campbell, G. Haddon                                              | Warryn Campbell                                                          | 4:00         |
| 9.                  | «P.O.G»                                                                                     | E. Campbell, W. Campbell, Dayna Caddell                                          | Warryn Campbell, TRiON (co.), Augie Ray (of TRiON), Jintae Ko (of TRiON) | 4:19         |
| 10.                 | «More Than a Lover» (Contains Re-Sung Lyrics from "More Than a Woman" performed by Aaliyah) | E. Campbell, W. Campbell                                                         | Warryn Campbell, TRiON (co.), Augie Ray (of TRiON), Jintae Ko (of TRiON) | 3:20         |
| 11.                 | «Nobody Else»                                                                               | E. Campbell, W. Campbell, LaShawn Daniels                                        | Warryn Campbell (All Instruments), LaShawn Daniels (Vocals)              | 3:05         |
| 12.                 | «All I Need Is You»                                                                         | E. Campbell, W. Campbell                                                         | Warryn Campbell                                                          | 5:59         |
| 13.                 | «Changes»                                                                                   | Percy Bady                                                                       | Warryn Campbell                                                          | 3:39         |
| Общая длительность: | Общая длительность:                                                                         | Общая длительность:                                                              | Общая длительность:                                                      | 51:32        |

## Участники записи
- Эрика Кэмпбелл[англ.] — основная исполнительница, вокал (треки 1, 5, 7, 11; ведущий вокал на треках 2-4, 8-10, 12-13), хлопанье в ладоши (3) и бэк-вокал (2-4, 8, 13)
- Уоррин Кэмпбелл[англ.] — исполнительный продюсер, музыкальные аранжировки (треки 1-4, 7-11), банджо (13), хлопанье в ладоши (3), барабаны (3, 5), Fender Rhodes (3), бас-гитара (3), электрогитара (8; дополнительная на 2), инструменты (9-10, 12; все остальные на 1, 11; дополнительные на 7, 13), клавишные (2, 8; дополнительные на 5), перкуссия (2, 5, 8), укулеле (13) и бэк-вокал (2-4, 8, 13)
- Криста Кэмпбелл — диалог (трек 6) и бэк-вокал (4)
- Тина Кэмпбелл[англ.] — бэк-вокал (трек 3)
- Тедди Кэмпбелл — ударные (треки 2, 8)
- The Atkins Girls (Эрика, Тина, Томасина, Алана и Шанта) — вокал (трек 6)
- другие

## Чарт
| Чарт (2014)                        | Высшая позиция |
| ---------------------------------- | -------------- |
| США (Billboard 200)                | 6              |
| США (Billboard Top Gospel Albums)  | 1              |
| США (Billboard Independent Albums) | 2              |